# Migrazione femminile

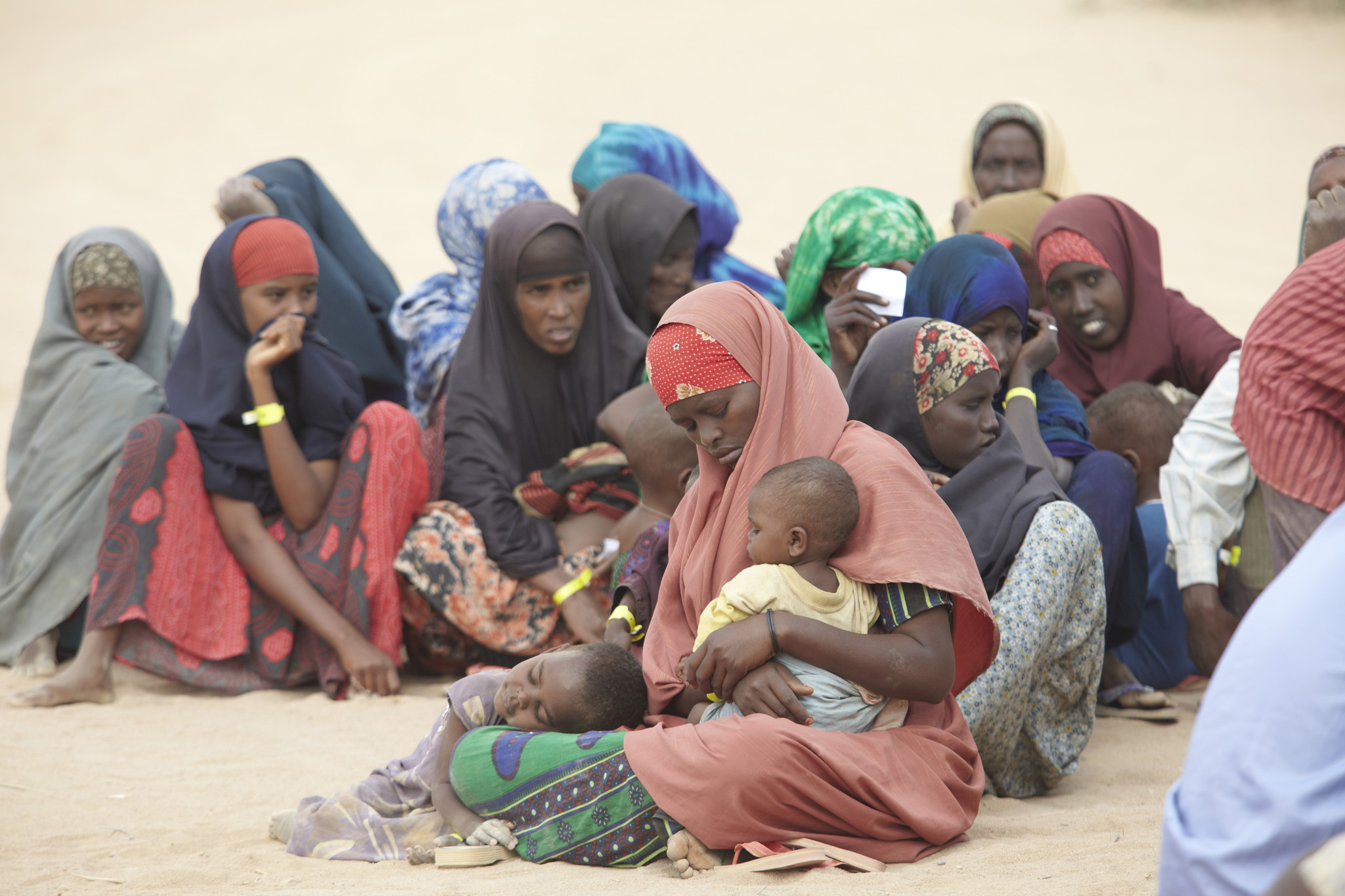
Gruppo di donne migranti dalla Somalia al Kenya

La migrazione femminile si riferisce alle unicità del fenomeno di migrazione delle donne da un Paese all'altro o all'interno dello stesso Paese per motivi economici, sociali, politici o ambientali.
Negli ultimi decenni, quasi la metà dei migranti internazionali è costituita da donne, rappresentando uno dei cambiamenti più significativi nei modelli migratori dell'ultimo mezzo secolo. Questo aumento, noto come "femminilizzazione della migrazione", non solo riflette una crescita numerica, ma anche un cambiamento qualitativo nel ruolo delle donne nei processi migratori, dove esse non sono più semplicemente accompagnatrici dei mariti ma protagoniste autonome.

## Motivazioni

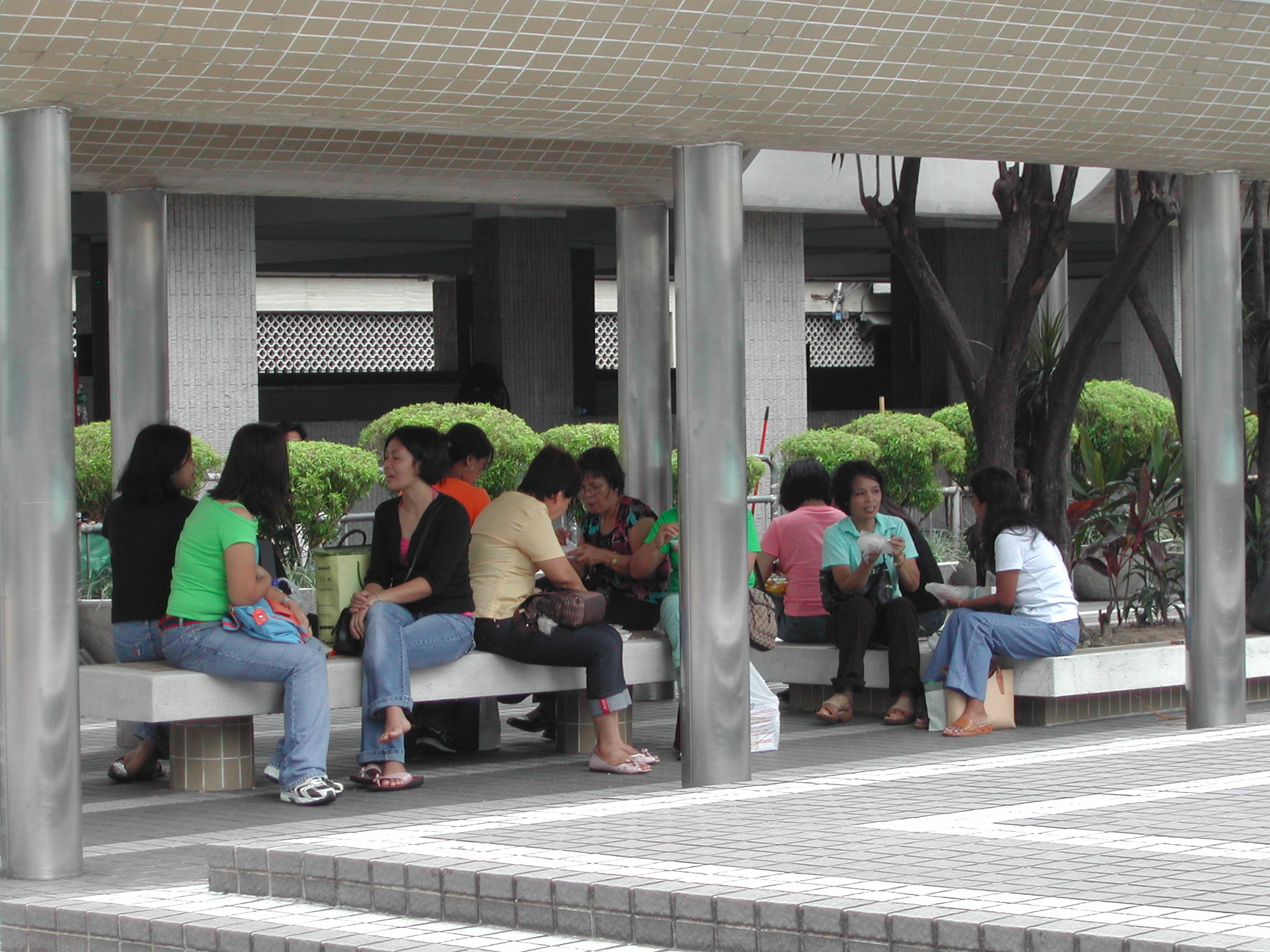
Lavoratrici filippine a Hong Kong

Le caratteristiche della migrazione femminile sono influenzate da una serie di fattori specifici. Molte donne migrano alla ricerca di migliori opportunità lavorative, impegnandosi in settori caratterizzati da una forte presenza femminile come il lavoro domestico, l'assistenza agli anziani e ai bambini, e l'industria manifatturiera.
Spesso, queste migranti contribuiscono significativamente alle economie dei paesi di destinazione e inviano rimesse fondamentali per il sostentamento delle loro famiglie nei paesi di origine. Inoltre, le donne possono migrare per motivi sociali, come la riunificazione familiare, o per sfuggire a discriminazioni di genere e violenze domestiche nei loro paesi d'origine.

## Problematiche e rischi
Nonostante il loro contributo economico e sociale, le donne migranti affrontano sfide e vulnerabilità uniche. Sono frequentemente esposte a sfruttamento lavorativo, specialmente quando impiegate in lavori precari e non regolamentati, dove la mancanza di protezioni legali le rende suscettibili ad abusi e violazioni dei diritti.
Il rischio di subire violenze fisiche, psicologiche e sessuali è elevato sia durante il viaggio migratorio sia nei paesi di destinazione, e queste donne spesso affrontano discriminazioni basate sul genere, sull'origine etnica e sullo status migratorio, che possono portare a isolamento sociale e culturale.
L'accesso limitato a servizi essenziali come l'assistenza sanitaria, l'istruzione e il supporto legale aggrava ulteriormente la loro situazione. Analizzare la migrazione femminile come fenomeno separato è fondamentale per comprendere queste dinamiche e sviluppare politiche mirate che promuovano l'uguaglianza di genere, proteggano i diritti delle donne migranti e valorizzino il loro ruolo nei processi migratori globali.